# Xã Lafayette, Quận Nicollet, Minnesota
Xã Lafayette (tiếng Anh: Lafayette Township) là một xã thuộc quận Nicollet, tiểu bang Minnesota, Hoa Kỳ. Năm 2010, dân số của xã này là 694 người.